# Gola Plješivica
Gola Plješivica – szczyt o wysokości 1646 m n.p.m. w paśmie Plješivicy, części Gór Dynarskich, położony na granicy Chorwacji z Bośnią i Hercegowiną.

## Obiekty powojskowe
Na szczycie znajdowała się stacja radarowa i centrala radiotelegraficzna dla potrzeb lotniczej bazy wojskowej Jugosłowiańskiej Armii Ludowej (obiekt 505, Aerodrom Željava, obecnie poprzecinany granicą chorwacko-bośniacką). W maju 1992, po przemieszczeniu Eskadr Lotnictwa Myśliwskiego nr 124. i 125. oraz 352. Eskadry Lotnictwa Rozpoznawczego na lotniska w Serbii, sprzęt z bazy wywieziono, a żołnierzy oraz personel cywilny ewakuowano. 16 maja 1992 we wczesnych godzinach rannych wysadzono materiały wybuchowe i urządzenia, których nie można było ewakuować. Eksplozja była wyczuwalna daleko od szczytu, m.in. w Bihaciu. Nieoczekiwanie odkryła ona naturalne jaskinie, interesujące dla speleologów. Obecnie obiekty powojskowe stanowią atrakcję turystyczną.

## Panorama
Ze szczytu roztacza się panorama. Widać m.in. Grintovec (2558 m n.p.m., 198 km), Triglav (2864 m n.p.m., 231 km), Klekovačę (1962 m n.p.m., 73 km) i Vrh Dinare (1831 m n.p.m., 96 km).